# Kryzys dynastyczny w Bizancjum z przełomu VII i VIII wieku
Kryzys dynastyczny w Bizancjum z przełomu VII i VIII wieku, lub Dwudziestoletnia anarchia – osłabienie do jakiego doszło w Cesarstwie Wschodniorzymskim po pierwszym obaleniu Justyniana II w 695 roku. Po tym wydarzeniu w ciągu następnych dwudziestu dwóch lat rządziło aż siedmiu cesarzy przez co w kraju panował zamęt zarówno w polityce wewnętrznej, jak i zewnętrznej.

## Początek kryzysu

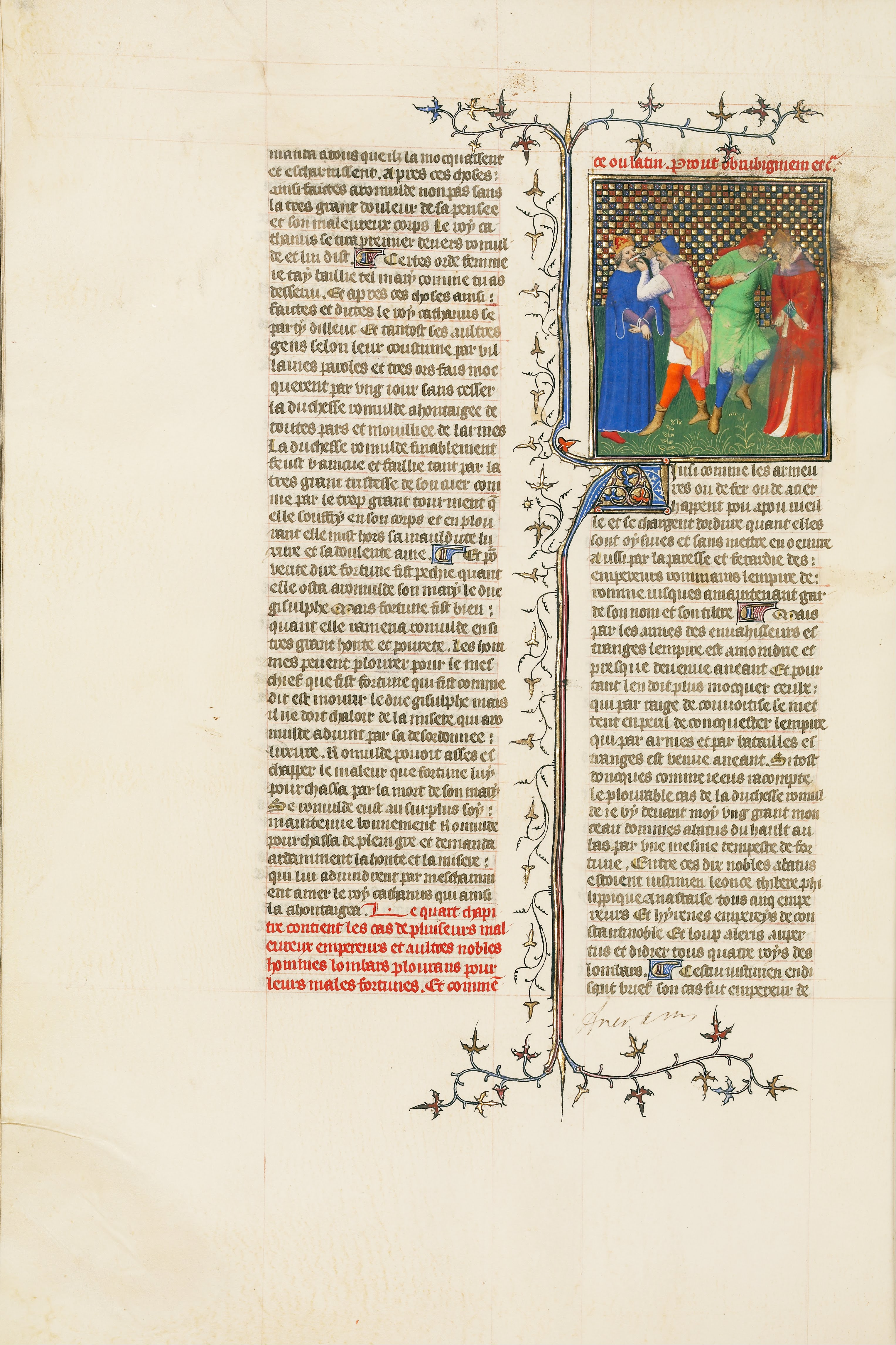
Średniowieczna ilustracja przedstawiająca okaleczenie Justyniana i Filipika.

W 685 roku w wieku siedemnastu lat na tron wstąpił Justynian II z dynastii Heraklidów, zastępujący swojego zmarłego ojca Konstantyna IV. Był to ambitny i energiczny władca, jednak jego gwałtowny i impulsywny charakter, brutalne rozprawianie się z opozycją, oraz nakładanie nadmiernych podatków na poddanych sprawiały, iż władca był niepopularny. Po dziesięciu latach panowania Justynian został zdetronizowany, obcięto mu nos, a następnie zesłano do Chersonezu na wygnanie. Wówczas w Konstantynopolu nowym cesarzem okrzyknięto Leoncjusza. W 697 po długiej przerwie Arabowie wznowili ataki na bizantyńskie posiadłości w północnej Afryce i zaatakowali Kartaginę. Mimo sprowadzenia posiłków wojskowych przez Leoncjusza, na wiosnę 698 Arabowie ostatecznie zajęli miasto i wśród marynarzy cesarskiej floty wybuchł bunt. W wyniku rewolty marynarze okrzyknęli cesarzem drungariusza temu Kybirajoton o imieniu Apsymar, który jako cesarz przyjął imię Tyberiusz III. Apsymar bez większych problemów zajął Konstantynopol, a Leoncjuszowi podobnie jak jego poprzednikowi ucięto nos, a następnie wtrącono do klasztoru. Zmiana cesarza na tronie nie spowodowała jednak zwycięstw militarnych przeciwko Arabom, którzy kontynuowali podbój północnych wybrzeży Afryki, a około 711 wkroczyli do ostatniej posiadłości bizantyńskiej w tym rejonie – Septum.

## Powrót Justyniana
O momentu swojej detronizacji Justynian II planował powrót na bizantyński tron. Najpierw uciekł z Chersonezu do Chazarów, szukając u nich wsparcia w walce z Tyberiuszem. W tym celu Justynian pojął nawet za żonę siostrę kagana Chazarów, jednak ten pod naciskami Leoncjusza zdecydował się oddać go Bizantyńczykom. Justynian ostrzeżony o niebezpieczeństwie zdołał uciec drugi raz, tym razem do kagana Bułgarów Terwela. Tym razem Justynianowi udało się uzyskać realne poparcie i Terwel zorganizował jesienią 705 wyprawę na Konstantynopol. Po trzech dniach bezowocnego oblężenia Justynian przedarł się do miasta przez rurę akweduktu, a jego pojawienie się wywołało popłoch wśród załogi stolicy. Pozwoliło to Justynianowi po dziesięciu latach powrócić na tron pomimo obciętego nosa, który miał w teorii uniemożliwić mu ponowne objęcie władzy, co stosowano w Bizancjum już wcześniej. Justynian otrzymał wtedy przydomek rhinotmetos, czyli "obciętonosy". Jego restytucja wiązała się z krwawym rozprawianiem się z przeciwnikami politycznymi. Poza skazaniem na śmierć Leoncjusza i Tyberiusza III Justynian mścił się na swoich pozostałych dawnych wrogach i stosował masowe egzekucje. Ponadto kazał obrabować Rawennę, której mieszkańcy nie sprzyjali mu podczas pierwszych rządów. Podobny, lub jeszcze gorszy los spotkał miasto Chersonez, co wywołało bunt armii i floty poparty przez Chazarów. Nowym cesarzem został proklamowany armeński wojskowy o imieniu Bardanes. Gdy w 711 wpuszczono go do Konstantynopola, jeden z żołnierzy obciął Justynianowi głowę, później tryumfalnie obnoszoną po ulicach Rzymu i Rawenny ku uciesze mieszkańców tych miast. Tak ostatecznie zakończyła stuletnie panowanie dynastia Heraklidów.

## Koniec chaosu

Granice Bizancjum z roku 717, wraz z zaznaczonymi temami.

Filipik Bardanes podobnie jak jego poprzednicy został po dwóch latach rządów obalony. Stało się to wówczas, gdy Bułgarzy spustoszyli Trację a następnie stanęli pod murami stolicy paląc przedmieścia Konstantynopola. Bardanes wezwał na pomoc oddziały stacjonujące w temie Opsykion, ale te w czerwcu 713 zbuntowały się przeciw niemu i doprowadziły do jego detronizacji i oślepienia. Od tamtej pory odsuniętym od władzy cesarzom nie obcinano już nosa, lecz najczęściej oślepiano ich lub mordowano. Władzę po Filipiku Bardanesie przekazano cywilnemu urzędnikowi, który przed koronacją przyjął imię Anastazjusz. Cesarz ten rozpoczął przygotowania do obrony Konstantynopola przed Arabami, szykującymi się do ataku i zachęconymi słabością wewnętrzną Bizancjum. Po koncentracji wojsk na wyspie Rodos oddziały z temu Opsykion po raz kolejny wszczęły rewoltę i tym razem na cesarza wynieśli poborcę podatkowego Teodozjusza. Potem wywiązała się wojna domowa między zwolennikami Anastazjusza, a poplecznikami Teodozjusza, osadzonego wbrew swojej woli na tronie w Konstantynopolu pod koniec 715. Anastazjusz II po przegranej uciekł do klasztoru w Tesalonikach by wieść życie mnicha. W 717 przeciwko Teodozjuszowi wybuchło powstanie wywołane tym razem buntem Leona – pochodzącego z Syrii ambitnego wojskowego z nizin społecznych, który karierę w wojsku robił już od czasów Justyniana II, a Anastazjusz uczynił go strategiem temu Anatolikon. Leon w sojuszu ze strategiem temu Armeniakon wytoczył walkę Teodozjuszowi wspieranemu od początku przez tem Opsykion. Po negocjacjach i gwarancji ze strony zwycięzców Teodozjusz poddał się, złożył koronę i odszedł do klasztoru w Efezie. W marcu 717 na tron wstąpił buntownik – Leon III Izauryjczyk, a jego dwudziestoczteroletnie panowanie przyniosło Bizancjum okres stabilizacji.

## Wizerunki władców na monetach

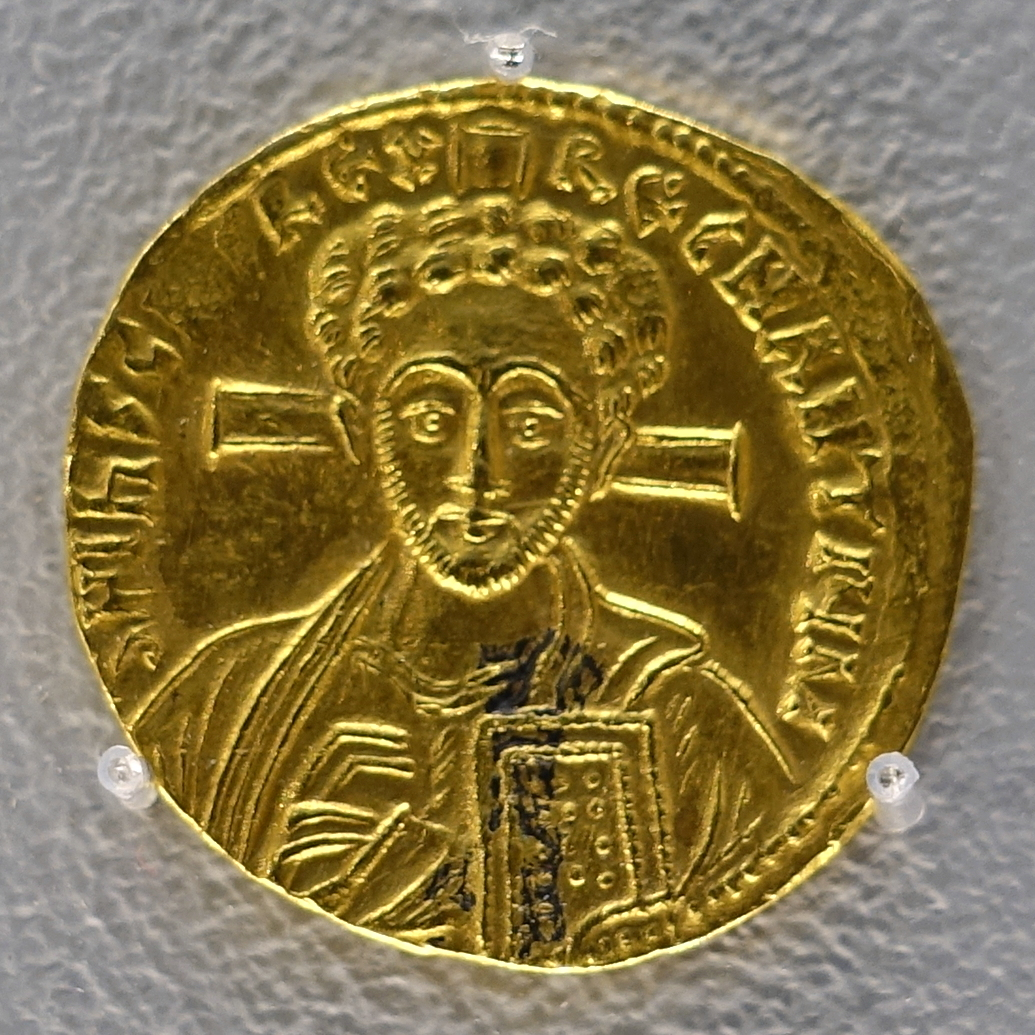
Justynian II
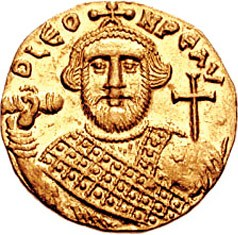
Leoncjusz
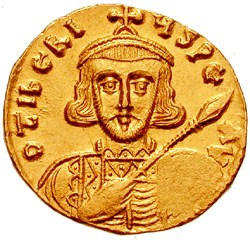
Tyberiusz III
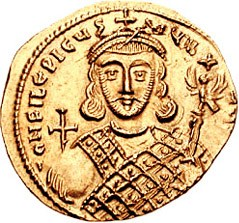
Filipik Bardanes
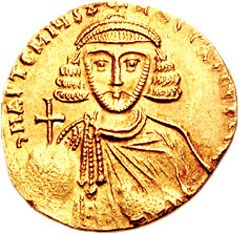
Anastazjusz II
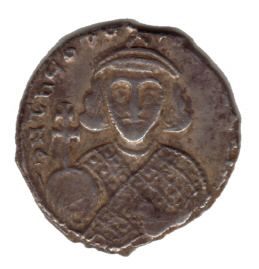
Teodozjusz III
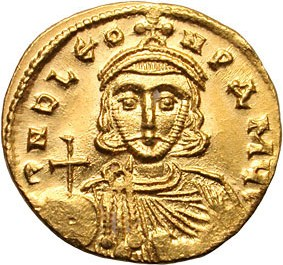
Leon III